# Zwijndrecht (Bèlgica)
|  | Aquest article tracta sobre un municipi de Bèlgica. Vegeu-ne altres significats a «Zwijndrecht (Holanda del Sud)». |

Zwijndrecht és un municipi belga de la província d'Anvers a la regió de Flandes. Està compost per les seccions de Zwijndrecht i Burcht. Limita amb els municipis d'Anvers, Beveren i Kruibeke.

## Evolució de la població

### Seglexix
| Any      | 1806 | 1816 | 1830 | 1846 | 1856 | 1866 | 1876 | 1880 | 1890 |
| -------- | ---- | ---- | ---- | ---- | ---- | ---- | ---- | ---- | ---- |
| Població | 1730 | 1803 | 1967 | 2287 | 2452 | 2443 | 3135 | 3315 | 4619 |
|          |      |      |      |      |      |      |      |      |      |

### Segle XX (fins a 1976)
| Any      | 1900 | 1910 | 1920 | 1930 | 1947 | 1961 | 1970 | 1976 |  |
| -------- | ---- | ---- | ---- | ---- | ---- | ---- | ---- | ---- |  |
| Població | 5836 | 7308 | 7424 | 6194 | 7035 | 8804 | 9581 | 9936 |  |
|          |      |      |      |      |      |      |      |      |  |

### 1977 ençà
| Any       | 1977   | 1980   | 1985   | 1990   | 1995   | 2000   | 2005   | 2006   |
| --------- | ------ | ------ | ------ | ------ | ------ | ------ | ------ | ------ |
| Població  | 16.710 | 16.474 | 16.996 | 18.271 | 17.983 | 17.801 | 18.104 | 18.239 |
| Font: NIS |        |        |        |        |        |        |        |        |

## Resultats de les eleccions municipals des de 1976
| Partit      | 11 d'octubre 1976 25 regidors | 10 d'octubre 1982 25 regidors | 9 d'octubre 1988 25 regidors | 9 d'octubre 1994 25 regidors | 8 d'octubre 2000 25 regidors | 8 d'octubre 2006 25 regidors |
| ----------- | ----------------------------- | ----------------------------- | ---------------------------- | ---------------------------- | ---------------------------- | ---------------------------- |
| VB          |                               |                               |                              | 3                            | 5                            |                              |
| VB - VLOTT  |                               |                               |                              |                              |                              | 6                            |
| VLD         |                               |                               |                              | 2                            | 3                            | 1                            |
| CVP         | 12                            | 8                             | 6                            |                              | 4                            |                              |
| CD&V - N-VA |                               |                               |                              |                              |                              | 4                            |
| GEM         |                               |                               |                              | 8                            |                              |                              |
| VU          | 7                             | 10                            | 9                            |                              |                              |                              |
| VU&ID       |                               |                               |                              |                              | 2                            |                              |
| LDO         |                               |                               | 1                            |                              |                              |                              |
| VOLUIT      |                               |                               |                              | 2                            |                              |                              |
| SP          | 5                             | 5                             | 5                            | 6                            | 4                            |                              |
| sp.a        |                               |                               |                              |                              |                              | 4                            |
| KPB         | 1                             | 1                             |                              |                              |                              |                              |
| KP          |                               |                               | 1                            |                              |                              |                              |
| Agalev      |                               | 1                             | 3                            | 4                            | 7                            |                              |
| Groen!      |                               |                               |                              |                              |                              | 10                           |

## Agermanaments
- Zwijndrecht (Països Baixos)
- Idstein

## Persones il·lustres
- Léo Tindemans